# Христиновка (село, Черкасская область)
Христи́новка (укр. Христинівка) — село в Уманском районе Черкасской области Украины.

## Население
Население по переписи 2001 года составляло 3088 человек.

### Языковой состав
Родной язык населения по данным переписи 2001 года:
| Язык       | Численность, чел. | Доля     |
| ---------- | ----------------- | -------- |
| Украинский | 3 017             | 97,70 %  |
| Русский    | 52                | 1,68 %   |
| Другое     | 19                | 0,62 %   |
| Итого      | 3 088             | 100,00 % |

## История
Перед началом Великой Отечественной войны здесь была создана хлебная база № 86.
В 1970—1976 гг. был создан Христиновский комбикормовый завод.

## Местный совет
20009, Черкасская обл., Христиновский р-н, с. Христиновка

## Галерея

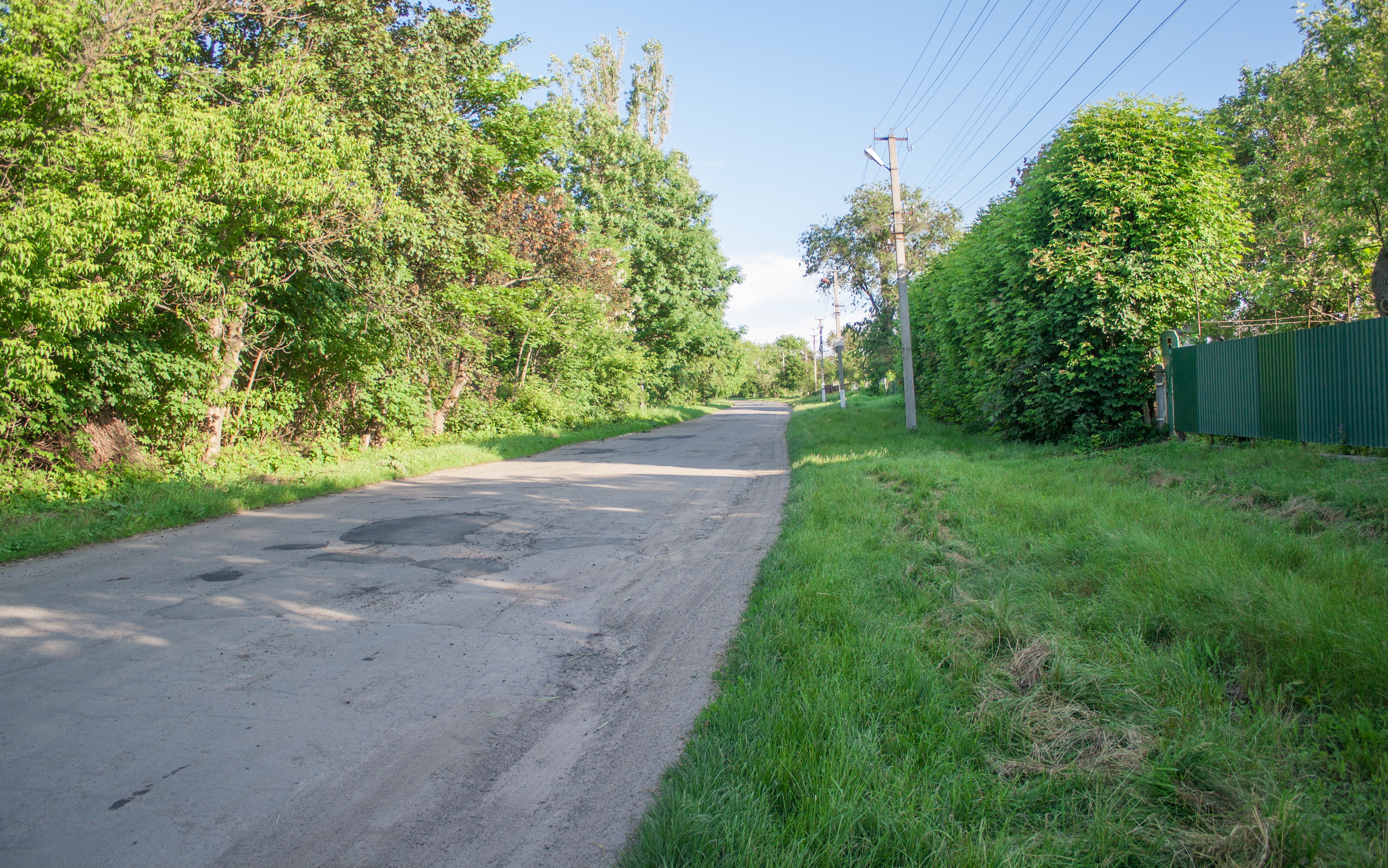
Улица Центральная
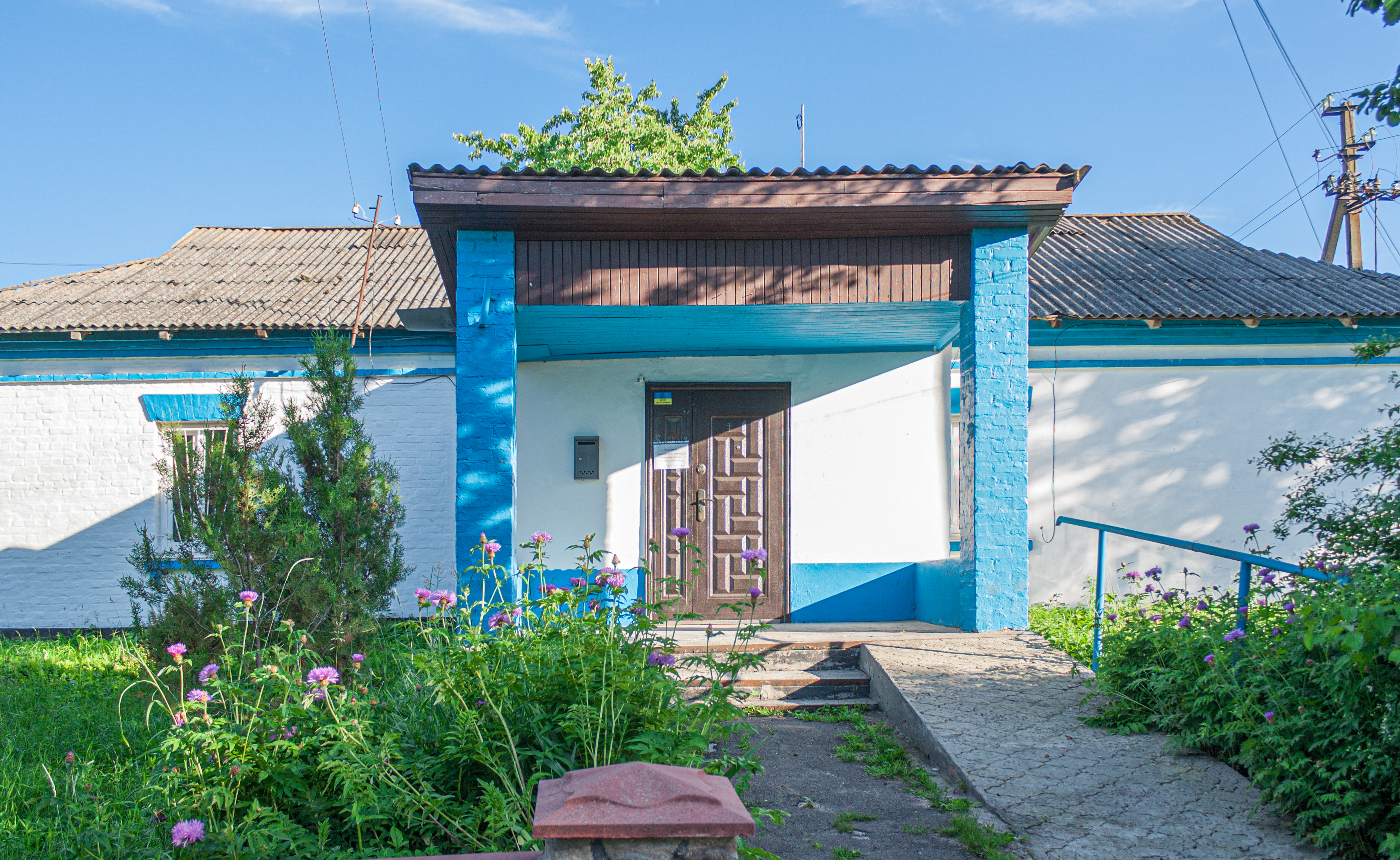
Старостат (бывший сельський совет)
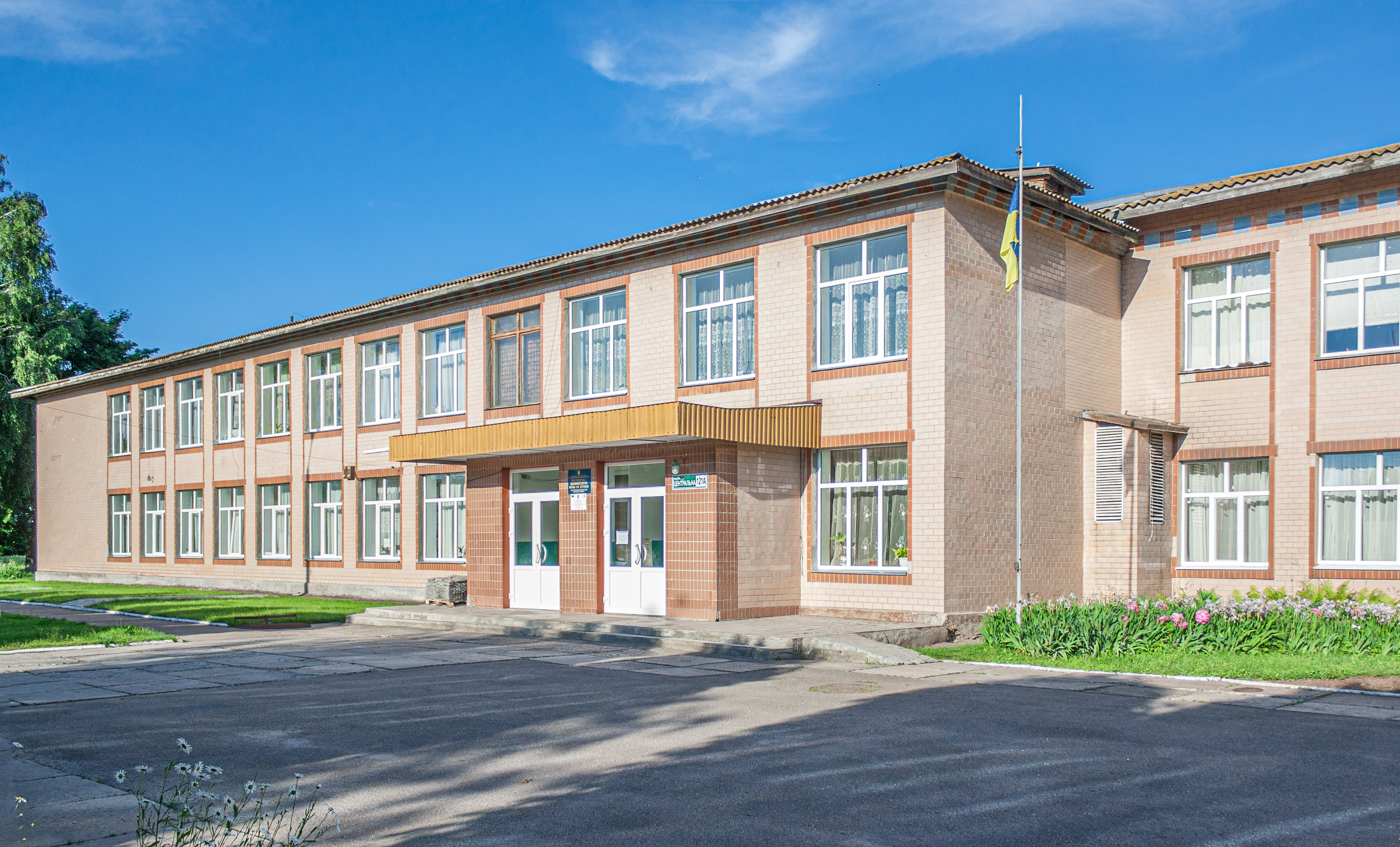
Школа
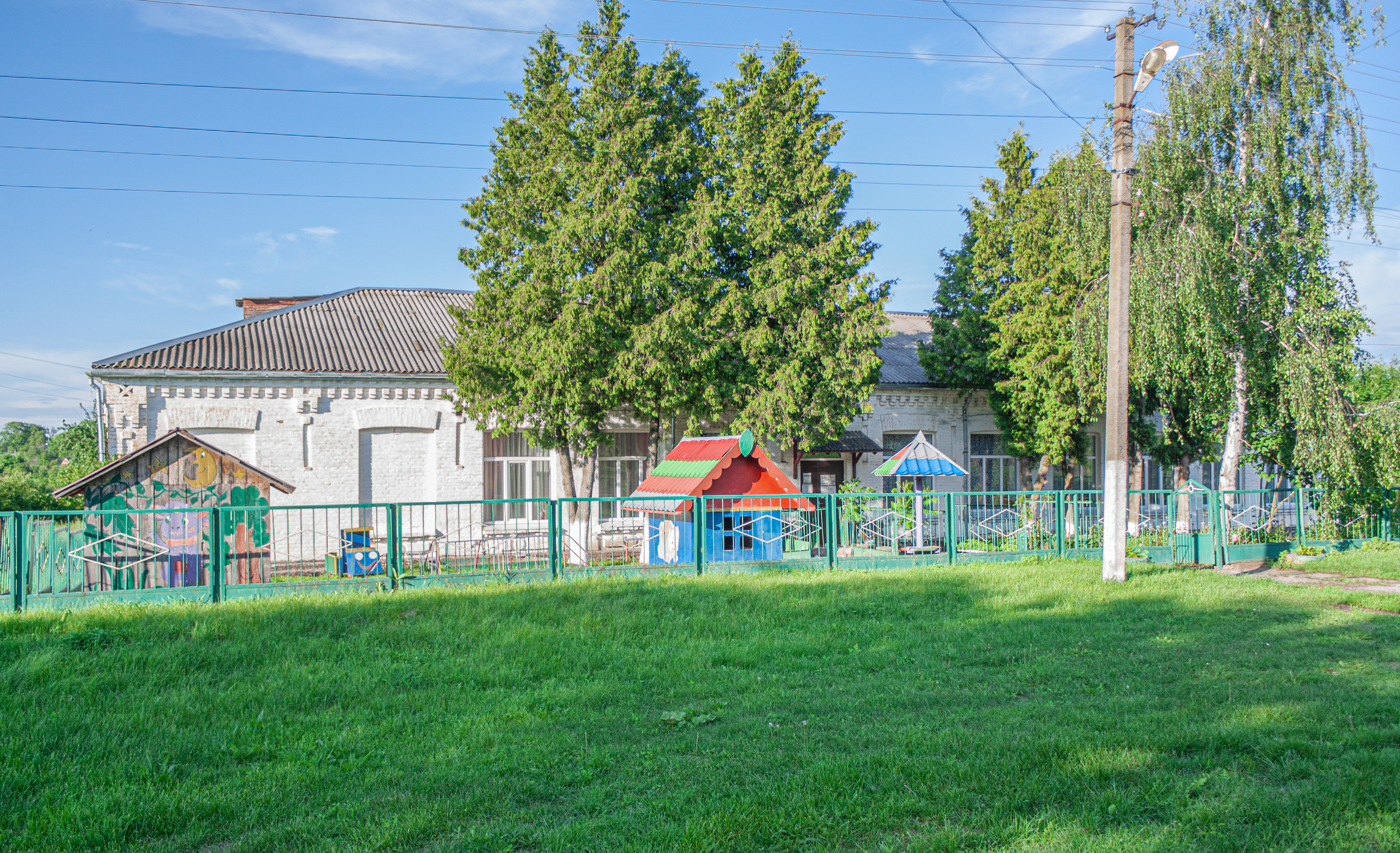
Детский садик
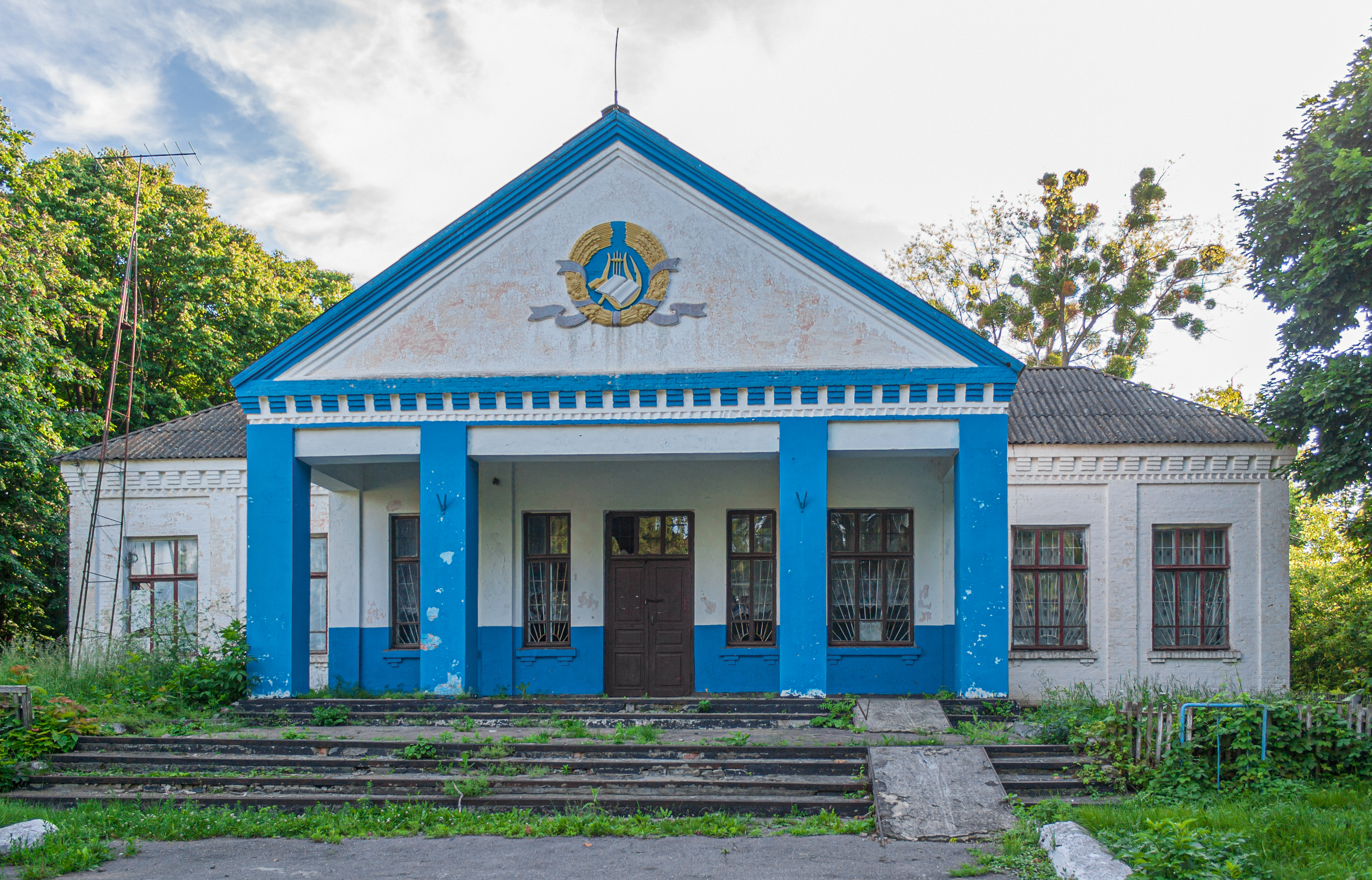
Дом культуры
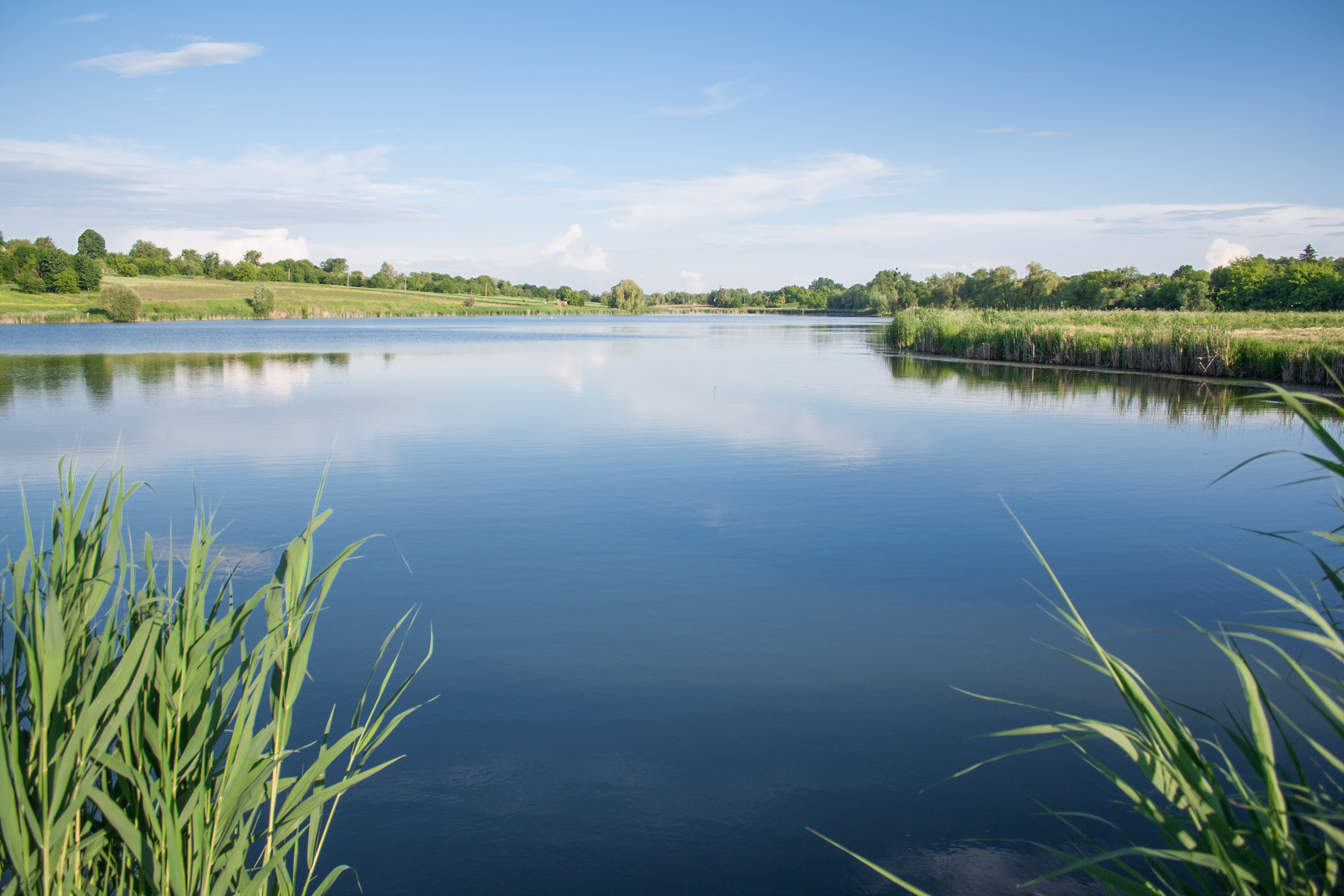
Ставок на речке Синичка
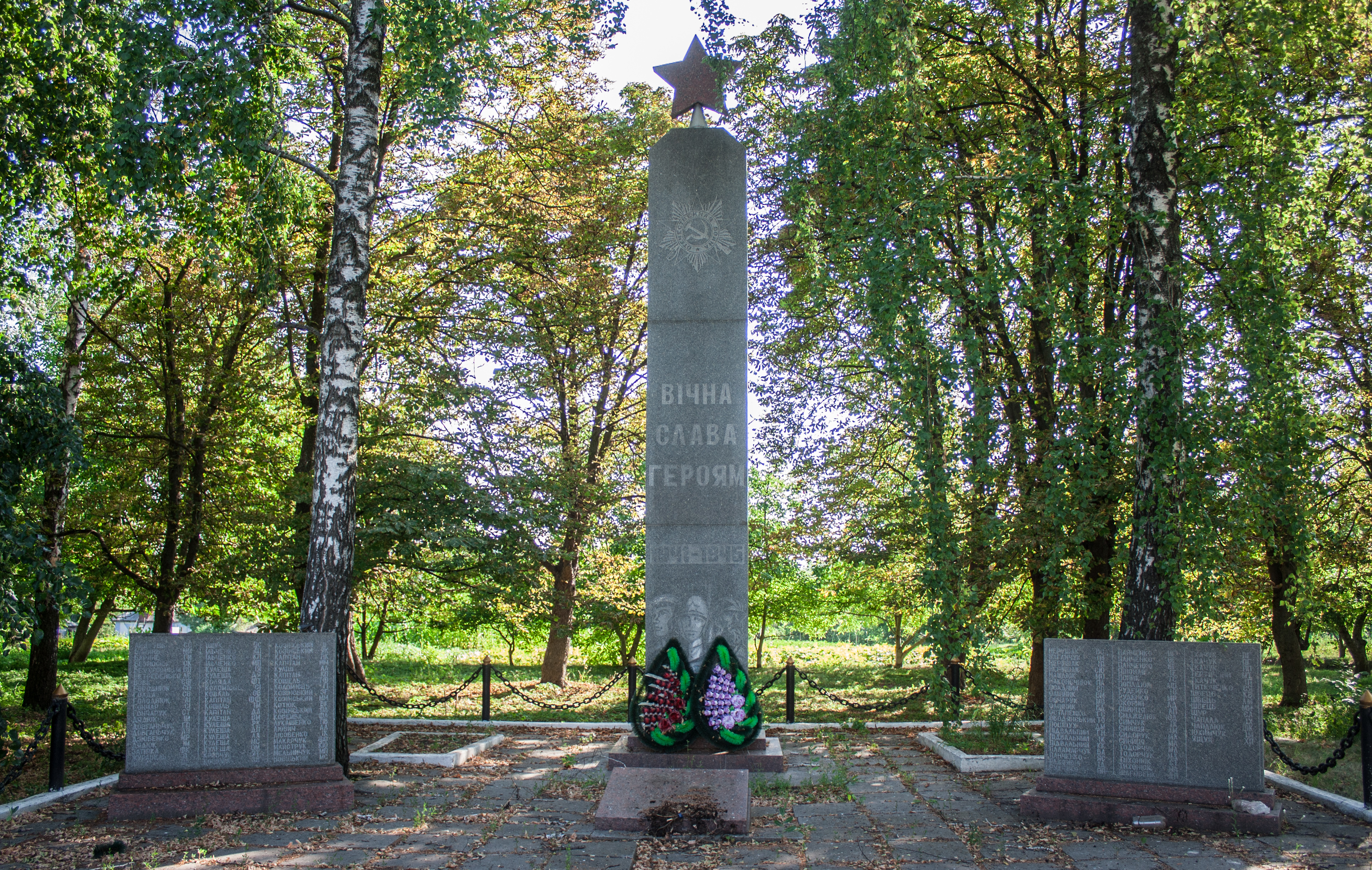
Памятник воинам-односельцам